# المشاركة العربية في الألعاب الأولمبية الصيفية 1972
هذه القائمة مخصصة لتوثيق مشاركة الدول العربية في الألعاب الأولمبية الصيفية 1972، حيث شارك 189 رياضياً ورياضية من قرابة 7,134 في هذه الدورة من الألعاب الأولمبية الصيفية التي أُقيمت في ميونخ. شهدت مشاركة السعودية والصومال لأول مرة مع غياب ليبيا.

## أصحاب الميداليات
| الميدالية | الاسم        | الرياضة     | المُسابقة          | التاريخ   |
| --------- | ------------ | ----------- | ----------------- | --------- |
| فضية      | محمد طرابلسي | رفع الأثقال | فئة الوزن المتوسط | 31 أغسطس  |
| فضية      | محمد القمودي | ألعاب القوى | سباق 5000 متر     | 10 سبتمبر |

## مراكز الدول العربية
| الترتيب | منتخب   | ذهبية | فضية | برونزية | المجموع |
| ------- | ------- | ----- | ---- | ------- | ------- |
| 33      | لبنان   | 0     | 1    | 0       | 1       |
| 33      | تونس    | 0     | 1    | 0       | 1       |
| المجموع | المجموع | 0     | 2    | 0       | 2       |

## المشاركون
كان عدد الرياضيين العرب المشاركين في الألعاب الأولمبية لسنة 1972 كالاَتي:
- المغرب (35)
- تونس (35)
- السودان (26)
- العراق (24)
- مصر (23)
- لبنان (19)
- السعودية (10)
- الجزائر (5)
- سوريا (5)
- الكويت (4)
- الصومال (3)